# Memoir '44
Memoir'44 è un wargame leggero giocato su mappa esagonale creato da Richard Borg e pubblicato dalla Days of Wonder che simula oltre una dozzina di battaglie collegate allo sbarco in Normandia nella seconda guerra mondiale. Il regolamento è una versione del sistema di gioco Command & Colors già usato per Battlecry.
Memoir'44 è un gioco da due giocatori, ma può anche essere giocato in squadra e fino a otto giocatori con gli scenari "Overlord" che richiedono di usare due copie del gioco. Ha vinto l'International Gamers Award del 2004 nella categoria General Strategy, 2-Player e l'Award for Excellence 2004 di The Wargamer 2004. È stato tradotto in francese come Mémoire 44.
La scatola base contiene piccoli modellini e miniature delle truppe statunitensi e tedesche con mezzi corazzati, fanteria, artiglieria per le due parti oltre a cavalli di frisia, filo spinato e sacchi per trincea.

## Gioco
Il campo di battaglia è rappresentato da una mappa esagonale divisa in tre sezioni da due line tratteggiate rosse in modo da dare a ogni giocatore un fianco sinistro, un centro e un fianco destro. Una facciata contiene esclusivamente esagoni di terreno aperto, mentre l'altra è occupata per metà da una spiaggia. Seguendo le istruzioni dello scenario scelto per la partita i giocatori scelgono il lato della mappa da utilizzare e dispongono su di essa degli esagoni che rappresentano elementi del terreno (boschi, città, fiumi, ecc..), le forze assegnate ad ognuno (rappresentate da miniature di soldati, carri armati e cannoni) ed eventuali altri elementi (segnalini che indicano truppe di élite, edifici speciali, filo spinato, ecc...).
Le forze di ogni giocatore sono divise in unità composta ognuna da quattro elementi per la fanteria, tre elementi per i carri armati e due elementi per i cannoni. Ogni esagono può essere occupato solo da una singolo unità e non si possono fondere o dividere unità durante la partita.
Le carte sezione specificano il numero di unità comandate (1, 2, 3 o tutte) in una specifica sezione. Per esempio "Probe left flank" permette di comandare due unità sul fianco sinistro, mentre "Assault right flank" permette di comandare tutte le unità sul fianco destro. Una carta speciale è Recon-1 che permette di comandare una sola unità sul fianco specificato, ma permette a fine turno di pescare due carte e scegliere una di esse, scartando l'altra, invece di pescare una sola carta.
Le carte tattiche non specificano la sezione, ma consistono di azioni speciali o miglioramenti al combattimento. Per esempio Armour Assault permette di comandare fino a quattro unità di carri armati che siano adiacenti a unità avversarie, che attaccano con un dado aggiuntivo mentre Medics and Mechanics permette di tentare di riparare l'unità comandata (cioè recuperare elementi eliminati di quell'unità) secondo il risultato del tiro di un certo numero di dadi). Le carte tattiche danno al giocatore possibilità tattiche aggiuntive sulla mappa.
Le unità sono controllate giocando delle carte comando che indicano quali possono muovere, combattere o eseguire un comando speciale. Le carte comando si dividono in carte sezione (Section) che vengono usate per muovere e combattere con unità che si trovano in una specifica sezione e tattiche (Tactic) che permettono di effettuare mosse speciali o combattere in modo speciale. Al proprio turno un giocatore sceglie una carta comando dalla sua mano, la gioca e ne risolve gli effetti, quindi reintegra la mano pescando una nuova carta dal mazzo e passa il turno al suo avversario. Fa eccezione la carta Ambush che viene giocata in risposta ad un attacco avversario, anticipandolo con un proprio attacco, in questo caso entrambi i giocatori reintegrano la propria mano a fine turno.
Il combattimento viene risolto tirando un numero di dadi speciali, generalmente da uno a quattro, che dipende dalla distanza dell'obbiettivo, dall'unità che attacca, dal movimento che ha compiuto nel turno e dal tipo di terreno occupato dall'attaccante e dal difensore. Ogni dado ha due facce con il simbolo della fanteria, una con quello di un carro armato, una con una granata, una con una bandiera e una con una stella. Ogni risultato di fanteria elimina un elemento di fanteria avversaria, un carro armato un elemento di carro armato avversario, una granata un'unità avversaria di qualunque tipo, la bandiera obbliga l'unità attaccata a ritirarsi di un esagono e la stella è colpo a vuoto. Se l'unità attaccata non corrisponde al risultato ottenuto (per esempio si ottiene un risultato di fanteria attaccando un'unità di carri armati il tiro di quel dado è un colpo mancato)
Non si è obbligati a dover effettivamente comandare delle unità, quindi è possibile per esempio giocare una carta per comandare unità sul fianco destro, anche se in effetti non ce ne sono. Quindi un giocatore può giocare la carta per scartarla e pescarne una nuova (perdendo però in effetti il proprio turno). Eccettuato per la carta Ambush, si può giocare una carta solo nel proprio turno.
L'obbiettivo del gioco è di essere il primo ad ottenere un numero prefissato di medaglie vittoria (di solito da 4 a 6 secondo le condizioni di vittoria dello scenario giocato). Una medaglia vittoria si ottiene per ogni unità nemica completamente eliminata dal campo di battaglia e in alcuni scenari catturando e mantenendo certi obbiettivi.
Il manuale contiene numerosi scenari, correlati allo sbarco in Normandia ognuno dei quali rappresenta una battaglia della seconda guerra mondiale. Ulteriori scenari sono contenuti nei moduli di espansioni.

## Scenari
Il gioco base e le espansioni includono scenari basati per la maggior parte su battaglie famose della seconda guerra mondiale. Gli scenari ufficiali, pubblicati nei manuali o sul sito Internet della Day of Wonder, sono sviluppati dal team di sviluppo ufficiale e sono calibrati per avere uno scontro bilanciato, alcune battaglie rappresentano scontri più difficili per una parte, come l'assalto a Omaha Beach, dove il giocatore alleato ha grosse difficoltà nello sbarco.
Uno scenario normale viene giocato su una mappa di 13 x 9 esagoni, ma esistono anche scenari definiti "overlord" giocati su due mappe affiancate 26 x 9 esagoni, per i quali è necessario possedere due copie del gioco base o il gioco base più l'espansione overlord. Un'ulteriore tipod i scenario è il breakthrough con una mappa più profonda (13 x 17 esagoni).
Una sezione online del sito è dedicata a scenari non ufficiali sviluppati dai giocatori.

## Espansioni
La Day of Wonder ha pubblicato diverse espansioni del gioco. Tutte queste richiedono almeno una copia del gioco originale per essere usate.
- Terrain Pack (2005): consiste principalmente di nuove mappe e nuovi tipi di segnalino terreno, per esempio una stazione radar con regole opzionali per il suo uso, strade che permettono di muoversi più rapidamente, linee ferroviarie e un treno, altri ponti e segnalini per indicare unità di paracadutisti e di genieri. Contiene solo quattro nuovi scenari. Il suo scopo è di permettere una maggiore varietà nella creazione di scenari.
- Eastern Front (2005): questa espansione aggiunge le truppe sovietiche e contiene otto scenari per ripercorrere l'Operazione Barbarossa.
- Winter/Deser Board Map (2005): contiene una mappa con terreno invernale su un lato e desertico sull'altro.
- Pacific Theater (2006): introduce l'esercito giapponese, l'uso di navi per supporto dalla costa e regole per il combattimento notturno. Gli scenari permettono di ricreare gli scontri della guerra nel pacifico.
- Winter 2007 Scenario (2007): scenario commemorativo dedicato a uno dei combattimenti dell'offensiva delle Ardenne
- Air pack (2007). Introduce l'uso di aeroplani. Include un manuale contenente tutti gli scenari già pubblicati, riveduti per utilizzare nuovi terreni e tipi di truppe.
- Mediterranean Theater (2008): aggiunge l'esercito britannico e la guerra nel deserto. Consente di giocare gli scontri della campagna d'Africa. Si trovano nuovi esagoni, le truppe inglesi e la possibilità di giocare l'esercito italiano.
- Operation Overlord (2008): aggiunge i componenti necessari per giocare scenari overlord, con fino a quattro giocatori per parte
- Hedgerow Hell (2008): mappa prestampata per due scenari overlord
- Campaign Book Volume 1 (2009): più di cinquanta nuovi scenari e regole per gestire sequenze di scenari legati in una campagna.
- Sword of Stalingrad (2009): regole aggiuntive e nuove carte comando per combattimenti urbani.
- Tiger in the Snow (2009): include miniature e regole per i carri armati Tiger I e le mappe e scenari per giocare l'avanzata sovietica dell'ottobre 1944 verso il mar Baltico.
- D-Day Supplemental (2009): due campagne per ricreare i combattimenti dei primi due giorni dello sbarco in Normandia
- The Vercors Campaign (2009): cinque scenari incentrati sulle operazioni della resistenza francese nell'area delle Prealpi del Vercors
- Disaster at Dieppe (2010): scenari per ricreare il raid su Dieppe e l'assedio di Tobruch
- Breakthrough (2010): comprende mappe di dimensioni maggiori per scenari di respiro maggiore e quindici nuovi scenari.
- Winter Wars (2010): regole aggiuntive e nuove carte comando per combattimenti invernali. Nuove unità (cacciacarri e cannoni anticarro) o versioni fine guerra di unità già introdotte (cannone anticarri, mortai e mitragliatrici)
- Campaign Book Volume 2 (2011): Raccolta di 46 scenari organizzati in undici campagne
- Audie Murphy's Campaign (2011): Campagna basata sui combattimenti affrontati dalla III Infantry Division (di cui Audie Murphy faceva parte)
- Equipment Pack (2012): miniature aggiuntive per truppe e unità
- Equipment Pack Bonus Scenario (2012): nuovi scenari da usare con l'Equipment Pack